# Phymatocera aterrima
Phymatocera aterrima, met als Nederlandse naam salomonszegelbladwesp is een vliesvleugelige uit de familie van de bladwespen (Tenthredinidae).
De imago is zwart en vliegt van eind april tot juni.
De larve, een bastaardrups, is lichtgrijs met zwarte kop, en wordt 12 tot 14 millimeter lang. Naast de zes borstpoten ("insectenpoten"), die zwart zijn, heeft de larve nog 16 schijnpoten in de lichaamskleur. Ze gebruiken soorten salomonszegel als waardplant. Bij een massaal verschijnen kunnen ze de planten geheel kaalvreten. De verpopping vindt plaats in de grond in een cocon. De pop overwintert.